# Магдалена Нойнер

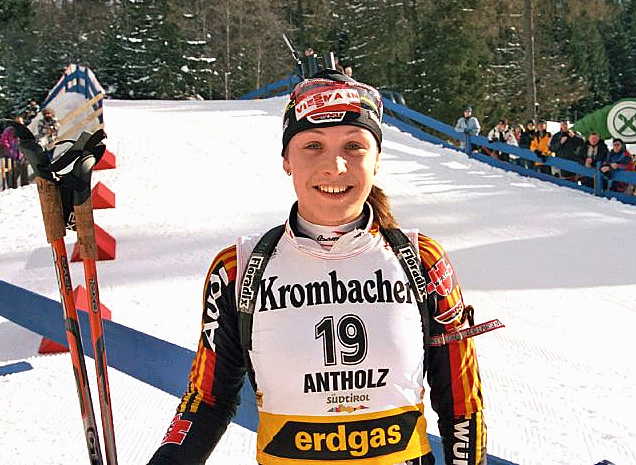
Магдалена Нойнер на етапі кубка світу 2005–2006 рр. в Антерсельві

Магдале́на (Лена) Но́йнер (нім. Magdalena Neuner; 9 лютого 1987, Гарміш-Партенкірхен, Баварія, ФРН) — німецька біатлоністка, 12-разова чемпіонка світу з біатлону (найтитулованіша біатлоністка за історію), володарка Великого кришталевого глобусу в сезонах 2007/2008, 2009/2010 та 2011/2012, дворазова олімпійська чемпіонка Ванкувера 2010 в гонці переслідування та масстарті, срібна призерка в спринті. Найкраща спортсменка Німеччини 2007, 2011 та 2012 років. По закінченню сезону 2011/2012 завершила спортивну кар'єру.
Магдалена дуже швидка біатлоністка, зазвичай одна з найшвидших у кожному старті. Зі стрільбою у неї складається не так добре. Її ахіллесова п'ята — стрільба стоячи. На деяких етапах Кубка світу вона хибила п'ять разів із п'яти. Однак, вона серед фавориток на виграш, якщо робить тільки два-три хибні постріли.

## Стрільба Нойнер
- 2003/2004 — 83 % лежачи, 68 % стоячи.
- 2004/2005 — 84 % і 66 %.
- 2005/2006 — 90 % і 64 %.
- 2006/2007 — 84 % і 56 %.
- 2007/2008 — 86 % і 60 %.
- 2008/2009 — 86 % і 66 %.
- 2009/2010 — 91 % і 72 %.
- 2010/2011 — 88 % і 75 %.
- 2011/2012 — 91 % і 73 %.

Середня точність стрільби за кар'єру — 77 %. Найбільший відсоток точності стрільби у Магдалени був у сезоні 2009—2010 — 81,4 %.

### Статистика стрільб
| Стрільба          | Положення лежачи   | Положення стоячи  | Всього              |
| ----------------- | ------------------ | ----------------- | ------------------- |
| Сезон 2005–2006   | 73 / 80 (91 %)     | 52 / 80 (65 %)    | 125 / 160 (78 %)    |
| Сезон 2006–2007   | 176 / 205 (85 %)   | 135 / 213 (63 %)  | 311 / 418 (74 %)    |
| Сезон 2007–2008   | 189 / 218 (87 %)   | 133 / 222 (60 %)  | 322 / 440 (73 %)    |
| Сезон 2008–2009   | 191 / 223 (86 %)   | 150 / 228 (66 %)  | 341 / 451 (75,6 %)  |
| Сезон 2009–2010   | 170 / 187 (91 %)   | 137 / 189 (72 %)  | 288 / 354 (81,4 %)  |
| Сезон 2010–2011   | 175 / 198 (88 %)   | 150 / 200 (75 %)  | 305 / 376 (81,1 %)  |
| Сезон 2011–2012   | 144 / 158 (91 %)   | 117 / 161 (73 %)  | 372 / 468 (79,5 %)  |
| Всього за кар'єру | 1124 / 1285 (88 %) | 879 / 1300 (68 %) | 2064 /2667 (77,4 %) |

### По дисциплінах
В таблицю внесені всі гонки
| Сезон                | 2005/2006 | 2005/2006 | 2006/2007 | 2006/2007 | 2007/2008 | 2007/2008 | 2008/2009 | 2008/2009 | 2009/2010 | 2009/2010 | 2010/2011 | 2010/2011 | 2011/2012 | 2011/2012 | Всього за кар'єру | Всього за кар'єру |
| -------------------- | --------- | --------- | --------- | --------- | --------- | --------- | --------- | --------- | --------- | --------- | --------- | --------- | --------- | --------- | ----------------- | ----------------- |
| Індивідуальна гонка  | 0 / 0     | 0 %       | 32 / 40   | 80 %      | 31 / 40   | 77,5 %    | 53 / 60   | 88,3 %    | 50 / 60   | 83,3 %    | 47 / 60   | 78,3 %    | 49 / 60   | 81,7 %    | 262 / 320         | 81,9 %            |
| Спринт               | 34 / 40   | 85,0 %    | 72 / 100  | 72,0 %    | 72 / 100  | 72,0 %    | 78 / 100  | 78,0 %    | 65 / 80   | 81,3 %    | 67 / 80   | 83,8 %    | 90 / 100  | 90,0 %    | 478 / 600         | 79,7 %            |
| Гонка переслідування | 62 / 80   | 77,5 %    | 121 / 160 | 75,6 %    | 116 / 160 | 72,5 %    | 102 / 140 | 72,9 %    | 98 / 120  | 81,7 %    | 77 / 100  | 77,0 %    | 126 / 160 | 78,8 %    | 702 / 920         | 76,3 %            |
| Мас-старт            | 29 / 40   | 72,5 %    | 57 / 80   | 71,3 %    | 76 / 100  | 76,0 %    | 72 / 100  | 72,0 %    | 67 / 80   | 83,8 %    | 86 / 100  | 86,0 %    | 63 / 80   | 78,8 %    | 450 / 580         | 77,6 %            |
| Естафета             | 0 / 0     | 0,0 %     | 29 / 38   | 76,3 %    | 27 / 40   | 67,5 %    | 36 / 51   | 70,6 %    | 8 / 14    | 57,1 %    | 28 / 36   | 77,8 %    | 44 / 68   | 64,7 %    | 172 / 247         | 69,6 %            |
| Всього               | 125 / 160 | 78,1 %    | 311 / 418 | 74,4 %    | 322 / 440 | 73,2 %    | 341 / 451 | 75,6 %    | 288 / 354 | 81,4 %    | 305 / 376 | 81,1 %    | 372 / 468 | 79,5 %    | 2064 / 2667       | 77,4 %            |

## Лижна підготовка Нойнер
Нойнер була однією з найшвидших біатлоністок світу. У сезоні 2006–2007 з 24 проведених нею гонок у 19-ти вона була в трійці найшвидших.

### Статистика швидкості
| Результат | сезон 2005–2006 | сезон 2006–2007 | сезон 2007–2008 | сезон 2008–2009 | сезон 2009–2010 | сезон 2010–2011 | сезон 2011–2012 | за кар'єру      |
| --------- | --------------- | --------------- | --------------- | --------------- | --------------- | --------------- | --------------- | --------------- |
| Найкраща  | 0 / 10 (0 %)    | 7 / 24 (29 %)   | 19 / 25 (76 %)  | 14 / 25 (56 %)  | 9 / 21 (43 %)   | 12 / 21 (57 %)  | 2 / 18 (11 %)   | 63 / 144 (44 %) |
| 2-е місце | 0 / 10 (0 %)    | 5 / 24 (21 %)   | 4 / 25 (16 %)   | 1 / 25 (4 %)    | 7 / 21 (33 %)   | 7 / 21 (33 %)   | 5 / 18 (28 %)   | 29 / 144 (20 %) |
| 3-є місце | 0 / 10 (0 %)    | 7 / 24 (29 %)   | 2 / 25 (8 %)    | 3 / 25 (12 %)   | 1 / 21 (5 %)    | 0 / 21 (0 %)    | 5 / 18 (28 %)   | 18 / 144 (13 %) |
| Інші      | 10 / 10 (100 %) | 5 / 24 (21 %)   | 0 / 25 (0 %)    | 7 / 25 (28 %)   | 4 / 21 (19 %)   | 2 / 21 (10 %)   | 6 / 18 (33 %)   | 34 / 144 (24 %) |

## Статистика виступів на чемпіонатах світу
| Рік та місце проведення  | Індивідуальна | Спринт | Персьют | Масстарт | Естафета | Змішана естафета |
| ------------------------ | ------------- | ------ | ------- | -------- | -------- | ---------------- |
| 2007 Анхольц-Антерсельва | —             | Золото | Золото  | 14       | Золото   | —                |
| 2008 Естерсунд           | —             | 17     | 6       | Золото   | Золото   | Золото           |
| 2009 Пхьончхан           | —             | 8      | 11      | 7        | Срібло   | —                |
| 2010 Ханти-Мансійськ     | —             | —      | —       | —        | —        | Золото           |
| 2011 Ханти-Мансійськ     | 5             | Золото | Срібло  | Золото   | Золото   | Срібло           |
| 2012 Рупольдінг          | 23            | Золото | Срібло  | 10       | Золото   | Бронза           |

## Олімпійські ігри
| Рік та місце проведення | Індивідуальна | Спринт | Персьют | Масстарт | Естафета |
| ----------------------- | ------------- | ------ | ------- | -------- | -------- |
| 2010 Ванкувер           | 10            | Срібло | Золото  | Золото   | -        |

## Всі старти в рамках етапів Кубка світу (включно з Чемпіонатами світу і Олімпійськими іграми)
| Результат     | Індивідуальа гонка | Спринт | Гонка переслідування | Масстарт | Естафета 4х6 км | Змішана естафета | Всього |
| ------------- | ------------------ | ------ | -------------------- | -------- | --------------- | ---------------- | ------ |
| 1 місце       | 1                  | 18     | 7                    | 8        | 10              | 3                | 47     |
| 2 місце       | —                  | 3      | 6                    | 1        | 3               | 2                | 15     |
| 3 місце       | 3                  | 9      | 3                    | 3        | —               | 1                | 19     |
| Фініш в 10-ці | 11                 | 45     | 33                   | 24       | 18              | 6                | 137    |
| Фініш в очках | 15                 | 59     | 45                   | 29       | 18              | 6                | 172    |
| Без очок      | 1                  | 1      | 1                    | —        | x               | x                | 3      |
| Старти        | 16                 | 60     | 46                   | 29       | 18              | 6                | 175    |

(за станом на 25.03.2012)

## Перелік здобутих перемог
| №пп | Дата            | Місце проведення     | Дисципліна         | Стрільба | Час     | Змагання                   |
| --- | --------------- | -------------------- | ------------------ | -------- | ------- | -------------------------- |
| 1   | 5 січня 2007    | Обергоф              | 7,5км Спринт       | 0+2      | 24:18.4 | Кубок світу з біатлону     |
| 2   | 3 лютого 2007   | Антгольц-Антерсельва | 7,5км Спринт       | 1+1      | 22:46.9 | Чемпіонат світу з біатлону |
| 3   | 4 лютого 2007   | Антгольц-Антерсельва | 10км Персьют       | 1+0+1+2  | 33:01.6 | Чемпіонат світу з біатлону |
| 4   | 10 березня 2007 | Гольменколлен        | 10км Персьют       | 0+0+3+0  | 31:58.7 | Кубок світу з біатлону     |
| 5   | 11 березня 2007 | Гольменколлен        | 12,5км Масстарт    | 1+0+1+0  | 35:18.6 | Кубок світу з біатлону     |
| 6   | 15 березня 2007 | Ханти-Мансійськ      | 7,5км Спринт       | 0+0      | 22:34.0 | Кубок світу з біатлону     |
| 7   | 17 березня 2007 | Ханти-Мансійськ      | 10км Персьют       | 0+1+1+2  | 34:18.7 | Кубок світу з біатлону     |
| 8   | 6 січня 2008    | Обергоф              | 12,5км Масстарт    | 0+0+1+1  | 40:46.1 | Кубок світу з біатлону     |
| 9   | 16 лютого 2008  | Естерсунд            | 12,5км Масстарт    | 0+0+2+2  | 39:36.5 | Чемпіонат світу з біатлону |
| 10  | 28 лютого 2008  | Пхьончхан            | 7,5км Спринт       | 0+2      | 20:32.1 | Кубок світу з біатлону     |
| 11  | 6 березня 2008  | Ханти-Мансійськ      | 7,5км Спринт       | 0+1      | 21:46.5 | Кубок світу з біатлону     |
| 12  | 16 січня 2009   | Рупольдінг           | 7,5км Спринт       | 0+1      | 23:26.6 | Кубок світу з біатлону     |
| 13  | 18 січня 2009   | Рупольдінг           | 10км Персьют       | 1+1+1+1  | 32:56.5 | Кубок світу з біатлону     |
| 14  | 28 березня 2009 | Ханти-Мансійськ      | 10км Персьют       | 1+0+0+1  | 27:53.0 | Кубок світу з біатлону     |
| 15  | 20 січня 2010   | Антгольц-Антерсельва | 15км Індивідуальна | 0+1+1+1  | 43:14.4 | Кубок світу з біатлону     |
| 16  | 22 січня 2010   | Антгольц-Антерсельва | 7,5км Спринт       | 0+1      | 20:19.7 | Кубок світу з біатлону     |
| 17  | 16 лютого 2010  | Ванкувер             | 10км Персьют       | 0+0+1+1  | 30:16.0 | Зимові Олімпійські ігри    |
| 18  | 21 лютого 2010  | Ванкувер             | 12,5км Масстарт    | 1+0+1+0  | 35:19.6 | Зимові Олімпійські ігри    |
| 19  | 27 березня 2010 | Ханти-Мансійськ      | 12,5км Масстарт    | 0+0+2+1  | 36:20.0 | Кубок світу з біатлону     |
| 20  | 18 грудня 2010  | Поклюка              | 7,5км Спринт       | 0+0      | 23.05.2 | Кубок світу з біатлону     |
| 21  | 13 лютого 2011  | Форт-Кент            | 12,5км Масстарт    | 0+0+0+1  | 39.30.2 | Кубок світу з біатлону     |
| 22  | 5 березня 2011  | Ханти-Мансійськ      | 7,5км Спринт       | 0+0      | 20:31.2 | Чемпіонат світу з біатлону |
| 23  | 12 березня 2011 | Ханти-Мансійськ      | 12,5км Масстарт    | 0+0+1+3  | 36:48.5 | Чемпіонат світу з біатлону |
| 24  | 17 березня 2011 | Гольменколлен        | 7,5км Спринт       | 0+1      | 21:04.6 | Кубок світу з біатлону     |
| 25  | 3 грудня 2011   | Естерсунд            | 7,5км Спринт       | 0+1      | 22:01.7 | Кубок світу з біатлону     |
| 26  | 9 грудня 2011   | Гохфільцен           | 7,5км Спринт       | 0+0      | 21:09.2 | Кубок світу з біатлону     |
| 27  | 6 січня 2012    | Обергоф              | 7,5км Спринт       | 0+0      | 22:27.6 | Кубок світу з біатлону     |
| 28  | 8 січня 2012    | Обергоф              | 12,5км Масстарт    | 1+1+1+0  | 40.02.2 | Кубок світу з біатлону     |
| 29  | 19 січня 2012   | Антгольц-Антерсельва | 7,5км Спринт       | 0+1      | 20:27.7 | Кубок світу з біатлону     |
| 30  | 2 лютого 2012   | Гольменколлен        | 7,5км Спринт       | 0+0      | 20:41.9 | Кубок світу з біатлону     |
| 31  | 4 лютого 2012   | Гольменколлен        | 10км Персьют       | 0+1+1+0  | 20:31.1 | Кубок світу з біатлону     |
| 32  | 11 лютого 2012  | Контіолахті          | 7,5км Спринт       | 1+0      | 23:07.4 | Кубок світу з біатлону     |
| 33  | 3 березня 2012  | Рупольдінг           | 7,5км Спринт       | 0+0      | 21:07.0 | Чемпіонат світу з біатлону |
| 34  | 16 березня 2012 | Ханти-Мансійськ      | 7,5км Спринт       | 1+1      | 22:11.5 | Кубок світу з біатлону     |

## Перемоги здобуті в командних гонках
| №пп | Дата            | Місце проведення     | Дисципліна       |
| --- | --------------- | -------------------- | ---------------- |
| 1   | 11 лютого 2007  | Антгольц-Антерсельва | Естафета 4x6 км  |
| 2   | 16 грудня 2007  | Поклюка              | Естафета 4x6 км  |
| 3   | 9 січня 2008    | Рупольдінг           | Естафета 4x6 км  |
| 4   | 12 лютого 2008  | Естерсунд            | Змішана естафета |
| 5   | 17 лютого 2008  | Естерсунд            | Естафета 4x6 км  |
| 6   | 21 грудня 2008  | Гохфільцен           | Естафета 4x6 км  |
| 7   | 14 січня 2009   | Рупольдінг           | Естафета 4x6 км  |
| 8   | 14 березня 2009 | Ванкувер             | Естафета 4x6 км  |
| 9   | 28 березня 2010 | Ханти-Мансійськ      | Змішана естафета |
| 10  | 11 грудня 2010  | Гохфільцен           | Естафета 4x6 км  |
| 11  | 5 лютого 2011   | Преск-Айл            | Змішана естафета |
| 12  | 13 березня 2011 | Ханти-Мансійськ      | Естафета 4x6 км  |
| 13  | 10 березня 2012 | Рупольдінг           | Естафета 4x6 км  |

### Місця на подіумі
| №пп | Дата            | Місце проведення     | Дисципліна         | Місце | Стрільба | Час      | Відставання | Переможець               | Змагання                   |
| --- | --------------- | -------------------- | ------------------ | ----- | -------- | -------- | ----------- | ------------------------ | -------------------------- |
| 1   | 5 січня 2007    | Обергоф              | 7,5км Спринт       | 1     | 0+2      | 24:18.4  | -           | -                        | Кубок світу з біатлону     |
| 2   | 6 січня 2007    | Обергоф              | 10км Персьют       | 2     | 1+3+0+2  | 36:04.6  | +30.9       | Лінда Грубен             | Кубок світу з біатлону     |
| 3   | 3 лютого 2007   | Антгольц-Антерсельва | 7,5км Спринт       | 1     | 1+1      | 22:46.9  | -           | -                        | Чемпіонат світу з біатлону |
| 4   | 4 лютого 2007   | Антгольц-Антерсельва | 10км Персьют       | 1     | 1+0+1+2  | 33:01.6  | -           |                          | Чемпіонат світу з біатлону |
| 5   | 8 березня 2007  | Осло Гольменколлен   | 7,5км Спринт       | 3     | 0+1      | 22:19.4  | +31.5       | Андреа Генкель           | Кубок світу з біатлону     |
| 6   | 10 березня 2007 | Осло Гольменколлен   | 10км Персьют       | 1     | 0+0+3+0  | 31:58.7  | -           | -                        | Кубок світу з біатлону     |
| 7   | 11 березня 2007 | Осло Гольменколлен   | 12,5км Масстарт    | 1     | 1+0+1+0  | 35:18.6  | -           | -                        | Кубок світу з біатлону     |
| 8   | 15 березня 2007 | Ханти-Мансійськ      | 7,5км Спринт       | 1     | 0+0      | 22:34.0  | -           | -                        | Кубок світу з біатлону     |
| 9   | 17 березня 2007 | Ханти-Мансійськ      | 10км Персьют       | 1     | 0+1+1+2  | 34:18.7  | -           | -                        | Кубок світу з біатлону     |
| 10  | 15 грудня 2007  | Поклюка              | 7,5км Спринт       | 3     | 0+3      | 21:53.3  | +20.7       | Сандрін Байї             | Кубок світу з біатлону     |
| 11  | 5 січня 2008    | Обергоф              | 7,5км Спринт       | 3     | 1+3      | 24:08.9  | +10.7       | Тура Бергер              | Кубок світу з біатлону     |
| 12  | 6 січня 2008    | Обергоф              | 12,5км Масстарт    | 1     | 0+0+1+1  | 40:46.1  | -           | -                        | Кубок світу з біатлону     |
| 13  | 16 лютого 2008  | Естерсунд            | 12,5км Масстарт    | 1     | 0+0+2+2  | 39:36.5  | -           | -                        | Чемпіонат світу з біатлону |
| 14  | 28 лютого 2008  | Пхьончхан            | 7,5км Спринт       | 1     | 0+2      | 20:32.1  | -           | -                        | Кубок світу з біатлону     |
| 15  | 6 березня 2008  | Ханти-Мансійськ      | 7,5км Спринт       | 1     | 0+1      | 21:46.5  | -           | -                        | Кубок світу з біатлону     |
| 16  | 9 березня 2008  | Ханти-Мансійськ      | 12,5км Масстарт    | 2     | 1+1+1+2  | 38:24.1  | +19.2       | Катрін Ланг              | Кубок світу з біатлону     |
| 17  | 4 грудня 2008   | Естерсунд            | 15км Індивідуальна | 3     | 0+0+0+1  | 46:20.5  | +1:15.4     | Гелена Екгольм           | Кубок світу з біатлону     |
| 18  | 6 грудня 2008   | Естерсунд            | 7,5км Спринт       | 3     | 0+0      | 22:52.9  | +4.8        | Венг Чунлі               | Кубок світу з біатлону     |
| 19  | 16 січня 2009   | Рупольдінг           | 7,5км Спринт       | 1     | 0+1      | 23:26.6  | -           | -                        | Кубок світу з біатлону     |
| 20  | 18 січня 2009   | Рупольдінг           | 10км Персьют       | 1     | 1+1+1+1  | 32:56.5  | -           | -                        | Кубок світу з біатлону     |
| 21  | 13 березня 2009 | Ванкувер             | 7,5км Спринт       | 2     | 0+1      | 19:44.3  | +0.7        | Гелена Екгольм           | Кубок світу з біатлону     |
| 22  | 28 березня 2009 | Ханти-Мансійськ      | 10км Персьют       | 1     | 1+0+0+1  | 27:53.0  | -           | -                        | Кубок світу з біатлону     |
| 23  | 19 грудня 2009  | Поклюка              | 7,5км Спринт       | 3     | 1+1      | 25:29.6  | +1:02.6     | Світлана Слєпцова        | Кубок світу з біатлону     |
| 24  | 20 грудня 2009  | Поклюка              | 10км Персьют       | 2     | 1+1+1+0  | 34:39.5  | +36.3       | Світлана Слєпцова        | Кубок світу з біатлону     |
| 25  | 13 січня 2010   | Рупольдінг           | 7,5км Спринт       | 3     | 0+2      | 24:30.2  | +40.6       | Анна-Карін Улофсон-Зідек | Кубок світу з біатлону     |
| 26  | 16 січня 2010   | Рупольдінг           | 12,5км Масстарт    | 3     | 1+1+1+2  | 41:33.73 | +35.0       | Гелена Екгольм           | Кубок світу з біатлону     |
| 27  | 20 січня 2010   | Антгольц-Антерсельва | 15км Індивідуальна | 1     | 0+1+1+1  | 43:14.4  | -           | -                        | Кубок світу з біатлону     |
| 28  | 22 січня 2010   | Антгольц-Антерсельва | 7,5км Спринт       | 1     | 0+1      | 20:19.7  | -           | -                        | Кубок світу з біатлону     |
| 29  | 24 січня 2010   | Антгольц-Антерсельва | 10км Персьют       | 2     | 1+0+2+1  | 31:23.1  | +23.3       | Андреа Генкель           | Кубок світу з біатлону     |
| 30  | 13 лютого 2010  | Ванкувер             | 7,5км Спринт       | 2     | 0+1      | 19:57.1  | +1.5        | Анастасія Кузьміна       | Зимові Олімпійські ігри    |
| 31  | 16 лютого 2010  | Ванкувер             | 10км Персьют       | 1     | 0+0+1+1  | 30:16.0  | -           | -                        | Зимові Олімпійські ігри    |
| 32  | 21 лютого 2010  | Ванкувер             | 12,5км Масстарт    | 1     | 1+0+1+0  | 35:19.6  | -           | -                        | Зимові Олімпійські ігри    |
| 33  | 14 березня 2010 | Контіолахті          | 10км Персьют       | 2     | 0+0+2+1  | 31:44.7  | +12.1       | Дарія Домрачова          | Кубок світу з біатлону     |
| 34  | 21 березня 2010 | Осло Гольменколлен   | 12,5км Масстарт    | 3     | 0+1+1+1  | 37:22.9  | +22.2       | Симона Гаусвальд         | Кубок світу з біатлону     |
| 35  | 27 березня 2010 | Ханти-Мансійськ      | 12,5км Масстарт    | 1     | 0+0+2+1  | 36:20.0  | -           | -                        | Кубок світу з біатлону     |
| 36  | 18 грудня 2010  | Поклюка              | 7,5км Спринт       | 1     | 0+0      | 23:05,2  | -           | -                        | Кубок світу з біатлону     |
| 37  | 8 січня 2011    | Обергоф              | 7,5км Спринт       | 2     | 0+2      | 23:35,2  | +5.7        | Анн Крістін Флатланд     | Кубок світу з біатлону     |
| 38  | 16 січня 2011   | Рупольдінг           | 7,5км Спринт       | 3     | 0+1      | 20:49,1  | +15.8       | Тура Бергер              | Кубок світу з біатлону     |
| 39  | 11 лютого 2011  | Форт-Кент            | 7,5км Спринт       | 3     | 1+1      | 23:35,8  | +15.8       | Андреа Генкель           | Кубок світу з біатлону     |
| 40  | 12 лютого 2011  | Форт-Кент            | 10км Персьют       | 2     | 2+0+0+1  | 31:33,9  | +24.8       | Андреа Генкель           | Кубок світу з біатлону     |
| 41  | 13 лютого 2011  | Форт-Кент            | 12,5км Масстарт    | 1     | 0+0+0+1  | 39.30,2  | -           | -                        | Кубок світу з біатлону     |
| 42  | 5 березня 2011  | Ханти-Мансійськ      | 7,5км Спринт       | 1     | 0+0      | 20:31,2  | -           | -                        | Чемпіонат світу з біатлону |
| 43  | 6 березня 2011  | Ханти-Мансійськ      | 10км Персьют       | 2     | 0+0+0+2  | 30:21.7  | +21.6       | Кайса Мякяряйнен         | Чемпіонат світу з біатлону |
| 44  | 12 березня 2011 | Ханти-Мансійськ      | 12,5км Масстарт    | 1     | 0+0+1+3  | 36:48,5  | -           | -                        | Чемпіонат світу з біатлону |
| 45  | 17 березня 2011 | Осло Гольменколлен   | 7,5км Спринт       | 1     | 0+1      | 21:04,6  | -           | -                        | Кубок світу з біатлону     |
| 46  | 1 грудня 2011   | Естерсунд            | 15км Індивідуальна | 3     | 0+1+0+2  | 48:57.3  | +1:41.7     | Дарія Домрачова          | Кубок світу з біатлону     |
| 47  | 3 грудня 2011   | Естерсунд            | 7,5км Спринт       | 1     | 0+1      | 22:01,7  | -           | -                        | Кубок світу з біатлону     |
| 48  | 5 грудня 2011   | Естерсунд            | 10км Персьют       | 3     | 0+1+2+1  | 35:21.3  | +1:24.4     | Тура Бергер              | Кубок світу з біатлону     |
| 49  | 9 грудня 2011   | Гохфільцен           | 7,5км Спринт       | 1     | 0+0      | 21:09,2  | -           | -                        | Кубок світу з біатлону     |
| 50  | 10 грудня 2011  | Гохфільцен           | 10км Персьют       | 3     | 0+0+0+2  | 29:37.5  | +3.1        | Дарія Домрачова          | Кубок світу з біатлону     |
| 51  | 6 січня 2012    | Обергоф              | 7,5км Спринт       | 1     | 0+0      | 22:27,6  | -           | -                        | Кубок світу з біатлону     |
| 52  | 8 січня 2012    | Обергоф              | 12,5км Масстарт    | 1     | 1+1+1+0  | 40.02,2  | -           | -                        | Кубок світу з біатлону     |
| 53  | 11 січня 2012   | Нове Место-на-Мораві | 15км Індивідуальна | 3     | 0+1+0+1  | 45:36.2  | +32.9       | Кайса Мякяряйнен         | Кубок світу з біатлону     |
| 54  | 13 січня 2012   | Нове Место-на-Мораві | 7,5км Спринт       | 3     | 0+3      | 23:42.6  | +34.4       | Ольга Зайцева            | Кубок світу з біатлону     |
| 55  | 19 січня 2012   | Антгольц-Антерсельва | 7,5км Спринт       | 1     | 0+1      | 20:27.7  | -           | -                        | Кубок світу з біатлону     |
| 56  | 22 січня 2012   | Антгольц-Антерсельва | 12,5км Масстарт    | 3     | 0++0+0+2 | 35:35.7  | +32.1       | Дарія Домрачова          | Кубок світу з біатлону     |
| 57  | 2 лютого 2012   | Осло Гольменколлен   | 7,5км Спринт       | 1     | 0+0      | 20:41.9  | -           | -                        | Кубок світу з біатлону     |
| 58  | 4 лютого 2012   | Осло Гольменколлен   | 10км Персьют       | 1     | 0+1+1+0  | 30:31.1  | -           | -                        | Кубок світу з біатлону     |
| 59  | 11 лютого 2012  | Контіолахті          | 7,5км Спринт       | 1     | 1+0      | 23:07.4  | -           | -                        | Кубок світу з біатлону     |
| 60  | 12 лютого 2012  | Контіолахті          | 10км Персьют       | 2     | 0+1+1+2  | 32:58.9  | +35.9       | Кайса Мякяряйнен         | Кубок світу з біатлону     |
| 61  | 3 березня 2012  | Рупольдінг           | 7,5км Спринт       | 1     | 0+0      | 21:07.0  | -           | -                        | Чемпіонат світу з біатлону |
| 62  | 4 березня 2012  | Рупольдінг           | 10км Персьют       | 2     | 0+1+0+2  | 30:04.7  | +25.1       | Дарія Домрачова          | Чемпіонат світу з біатлону |
| 63  | 16 березня 2012 | Ханти-Мансійськ      | 7,5км Спринт       | 1     | 1+1      | 22:11.5  | -           | -                        | Кубок світу з біатлону     |

## Нагороди
- Спортсменка року Німеччини — 2007,[2] 2011, 2012.
- Біатлоністка-новачок року — 2007.[3]
- Біатлоністка року — 2007, 2008.[3]
- Лауреатка «Золотої лижі» Асоціації лижних видів спорту Німеччини (DSV) — 2007, 2008.[4]
- Біатлоністка сезону на Forum Nordicum — 2008.[5]

## Інвентар
- Гвинтівка — Anschütz[ru]
- Лижі й черевики — Fischer[en]
- Кріплення — Rottefella
- Лижні палиці — Swix
- Спортивний одяг — Adidas
- Термобілизна — ODLO
- Пальчатки — Roeckl